# Čäpär
Čäpär (o Čapar) fou un kan mongol, fill gran de Kaydu Khan (Qaydu Khan) i besnet del gran kan Ogodei. Les seves descripcions físiques l'assimilen a un rus o un circassià i sense aparença de mongol.
A la mort del seu pare el 1301 va pujar al tron del territori del Iemil a la primavera del 1303 i es va enfrontar amb els successors de Kubilai Khan que reclamaven el dret de ser grans kans. L'agost de 1303 va reconèixer a l'emperador xinès com a gran kan i va enviar una ambaixada a Khanbaligh (Beijing); al mateix temps el kan de Txagatai, Duwa Khan, va fer el mateix reconeixement i en endavant es va negociar com una mena de confederació mongola amb llibertat de comerç que el setembre de 1304 es van estendre a l'Il-khan Oldjeitu de Pèrsia.
Però la confederació fou efímera i Duwa Khan va entrar en guerra contra Čäpär, que, derrotat, va haver de cedir a Txagatai els seus dominis al Turquestan Occidental i Oriental. Duwa va morir (1306/1307) i llavors Čäpär va provar de reconquerir els territoris perduts, però fou derrotat pel fill de Duwa, Kebek Khan (Köpek Khan) el 1309 i va haver de fugir cap a la cort del gran kan a la Xina. Un kuriltai a l'estiu del 1309 va posar fi gairebé a l'ulus del Iemil, governat pels ogodeïdes, la major part del qual va passar a Txagatai.